# Vedbæk
 Denne artikel omhandler Vedbæk på Sjælland. Opslagsordet har også en anden betydning, se Vedbæk (Sydslesvig).
Vedbæk ligger ca. 20 kilometer nord for Københavns centrum . Den voksede sammen med Trørød den 1. januar 2010, og Trørød går nu under Vedbæks postnummer, som ét samlet byområde. Vedbæk er en by i Rudersdal Kommune ved Øresund langs jernbanen Kystbanen.
Vedbæks tilhørende sogn er, per 2021, det rigeste område i Danmark, hvor indbyggerne har en gennemsnitsindkomst på 1.580.532 kr.

## Historie
Vedbæk nævnes første gang i 1613.
I 1682 bestod Vedbæk af 5 gårde, 5 huse med jord og 1 hus uden jord. Det samlede dyrkede areal udgjorde 26,4 tønder land skyldsat til 14,52 tønder hartkorn. Dyrkningssystemet var alsædebrug. I 1635 var udsædens relative fordeling: 50% rug, 50% byg, 0% havre.
Vedbæks havn blev bygget i 1917-19.
Vedbæk blev omkring år 1900 karakteriseret som et "Fiskerleje (1894 fiskedes af 15 Fiskere, med 4 Dæksfartøjer og 10 mindre Fartøjer, for en Værdi af 5000 Kr.) med Kapel, privat Skole, Hotel, Baadehavn med Fyr, Landgangsbro og Anløbssted for Sunddamperne, Telegrafstation, Toldkontrolsted og mange Landsteder."
I 1897 anlagdes Kystbanen med station ved Vedbæk. Allerede på daværende tidspunkt var der bygget villaer langs hele Øresundskysten, og denne bebyggelse bredte sig i løbet af få år til at omfatte stort set hele arealet mellem Kystbanen og kysten til Smidstrup i nord, ligesom bebyggelsen blev sammenbygget med Rungsted. I 1906 omfattede Vedbæk 125 huse med 785 indbyggere,, i 1911 142 huse med 822 indbyggere, i 1916 151 huse med 922 indbyggere (Vedbæk regnedes da som en del af en samlet bebyggelse langs Strandvejen omfattende Vedbæk, Skodsborg og Taarbæk), i 1921 145 huse med 921 indbyggere, i 1930 var der 348 husstande med 1.198 indbyggere, i 1935 366 husstande med 1.283 indbyggere (Vedbæk regnedes nu for en del af Storkøbenhavn), i 1940 408 husstande med 1.275 indbyggere, i 1945 480 husstande med 1.444 indbyggere.
Først efter kommunalreformen i 1970 blev området vest for Kystbanen inddraget til bebyggelse, og her blev opført et antal etagehuse.
Tidligere gik Nærumbanen fra Kongens Lyngby (ved Nordbanen) via Nærum til Vedbæk. Strækningen fra Nærum til Vedbæk blev nedlagt i 1923 som følge af dårlig økonomi. Banestrækningen er siden blevet asfalteret, og hver år afholdes et halvmaraton kaldet "Griseløbet" på strækningen.

## Vedbækfundene
Byen er bl.a. kendt for Vedbækfundene, der blev fundet i 1975 nær Vedbæk Maglemose, hvor Vedbæk Skole nu ligger. De er i dag udstillet på Gammel Holtegaard i Gammel Holte.

## Samfærdsel
Kystbanen stopper på Vedbæk Station. Vedbæk ligger i Region Hovedstaden.